# Bergen auf Rügen
Bergen auf Rügen – miasto w Niemczech, w powiecie Vorpommern-Rügen, siedziba związku gmin Bergen auf Rügen w kraju związkowym Meklemburgia-Pomorze Przednie. Leży w centrum wyspy Rugii, na historycznym Pomorzu Zachodnim, liczy ok. 14 tys. mieszkańców (2008).

## Toponimia

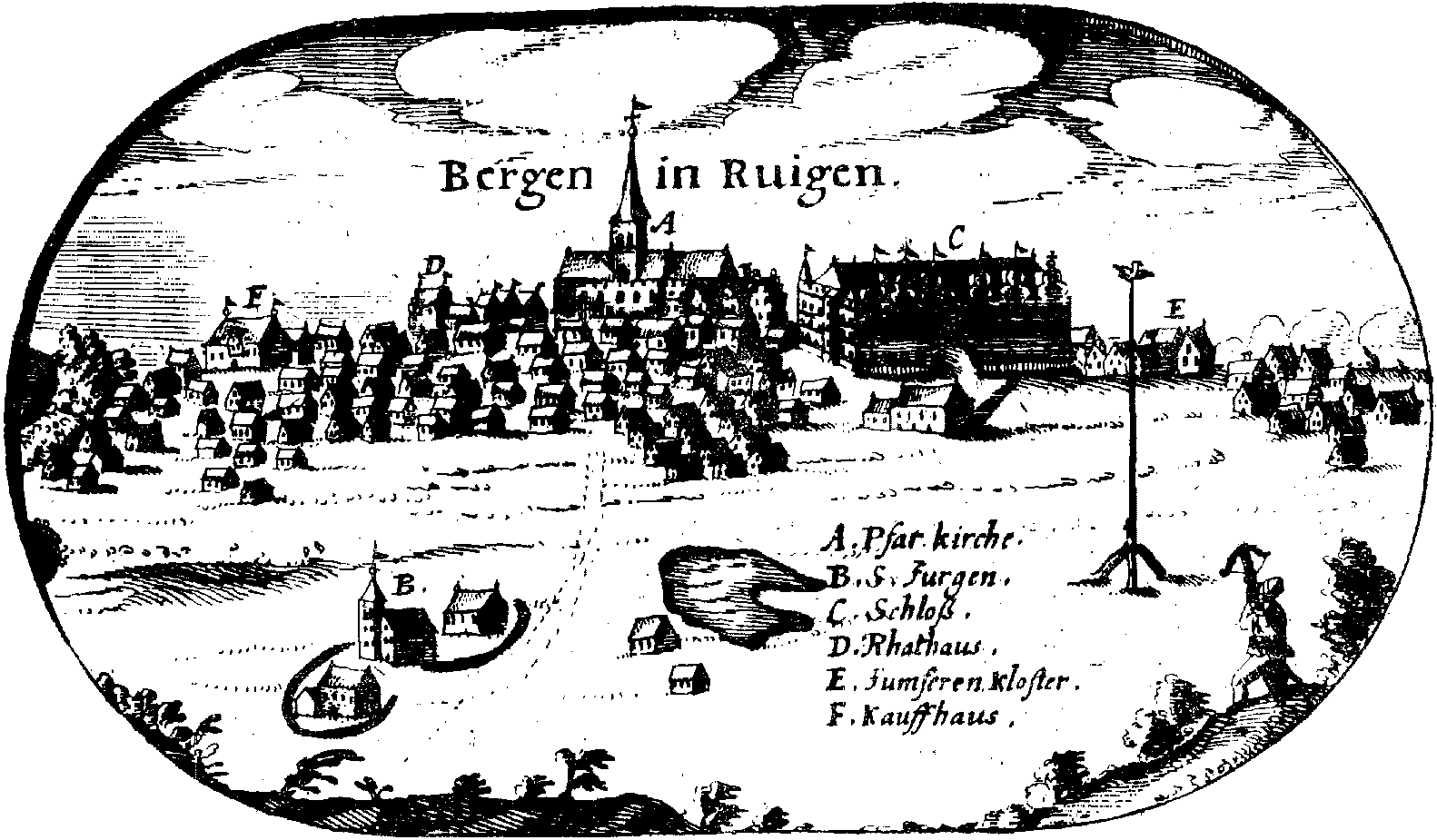
Panorama miasta na Wielkiej Mapie Księstwa Pomorskiego, XVII w.

Niemiecka nazwa Bergen jest bezpośrednią adaptacją wcześniejszej słowiańskiej nazwy Gora, zapisanej w takiej formie w 1232 roku. W języku polskim oddawana w formie Góra, Górsko Rańskie.

## Historia
W średniowieczu wyspę zamieszkiwali słowiańscy Ranowie. W X wieku na 91-metrowej górze Ranowie zbudowali gród nazywany w kronikach średniowiecznych Ruygard. Gród ten istniał do XIII wieku i jego pozostałości w postaci wałów widoczne są wokół wieży na górze Rugard pod miastem. Po zdobyciu Rugii przez Danię i upadku Arkony, pod górą z grodem założono dzisiejszą miejscowość Bergen (dawniej w kronikach zapisywane pod nazwą Gora). 
W 1168 roku rozpoczęto prace nad budową kościoła Mariackiego jako kościoła pałacowego księcia Rugii Jaromara I. W 1193 roku ukończony i konsekrowany kościół, z wyjątkiem budynku zachodniego, został przekazany klasztorowi cystersów, którzy mieli chrystianizować słowiańskich Ranów. W 1445 miał miejsce pożar miejscowości. W 1613 otrzymała prawa miejskie. Po wygaśnięciu dynastii Gryfitów i wojnie trzydziestoletniej od 1648 część Szwecji, następnie od 1815 w granicach Prus, a w 1871 Niemiec. W latach 1949–1990 część NRD.
1 stycznia 2011 do miasta przyłączono gminę Thesenvitz.

## Zabytki
- Kościół Mariacki z XII–XIII w., gotycki
- Klasztor
- Ratusz z 1861/1912
- Gmach poczty z 1892/1902
- Kościół św. Bonifacego z 1912, neoromański
- Spichlerz
- Plebania przy kościele Mariackim
- Gmach sądu
- Domy i kamienice
- Dworzec kolejowy

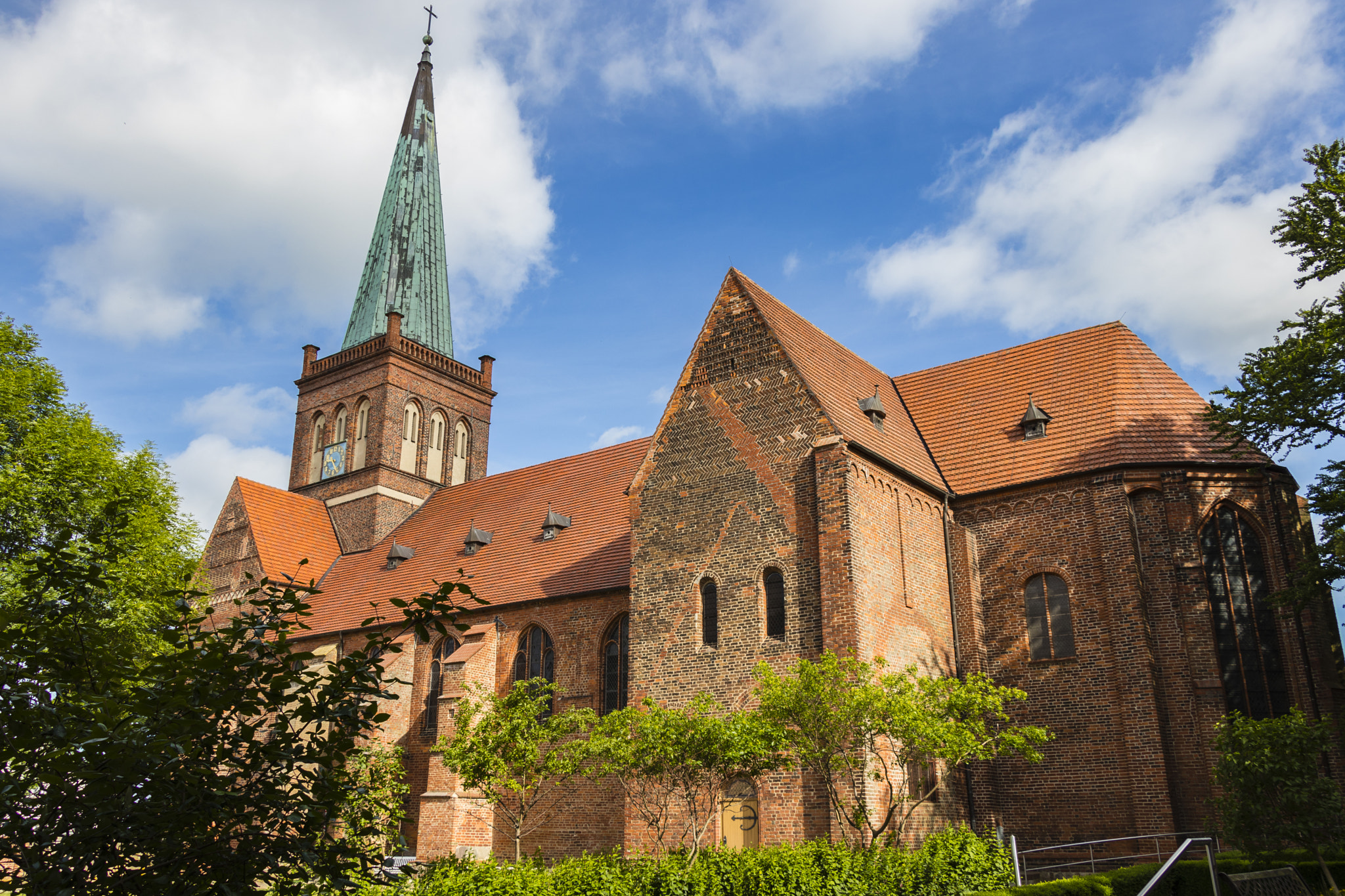
Kościół Mariacki
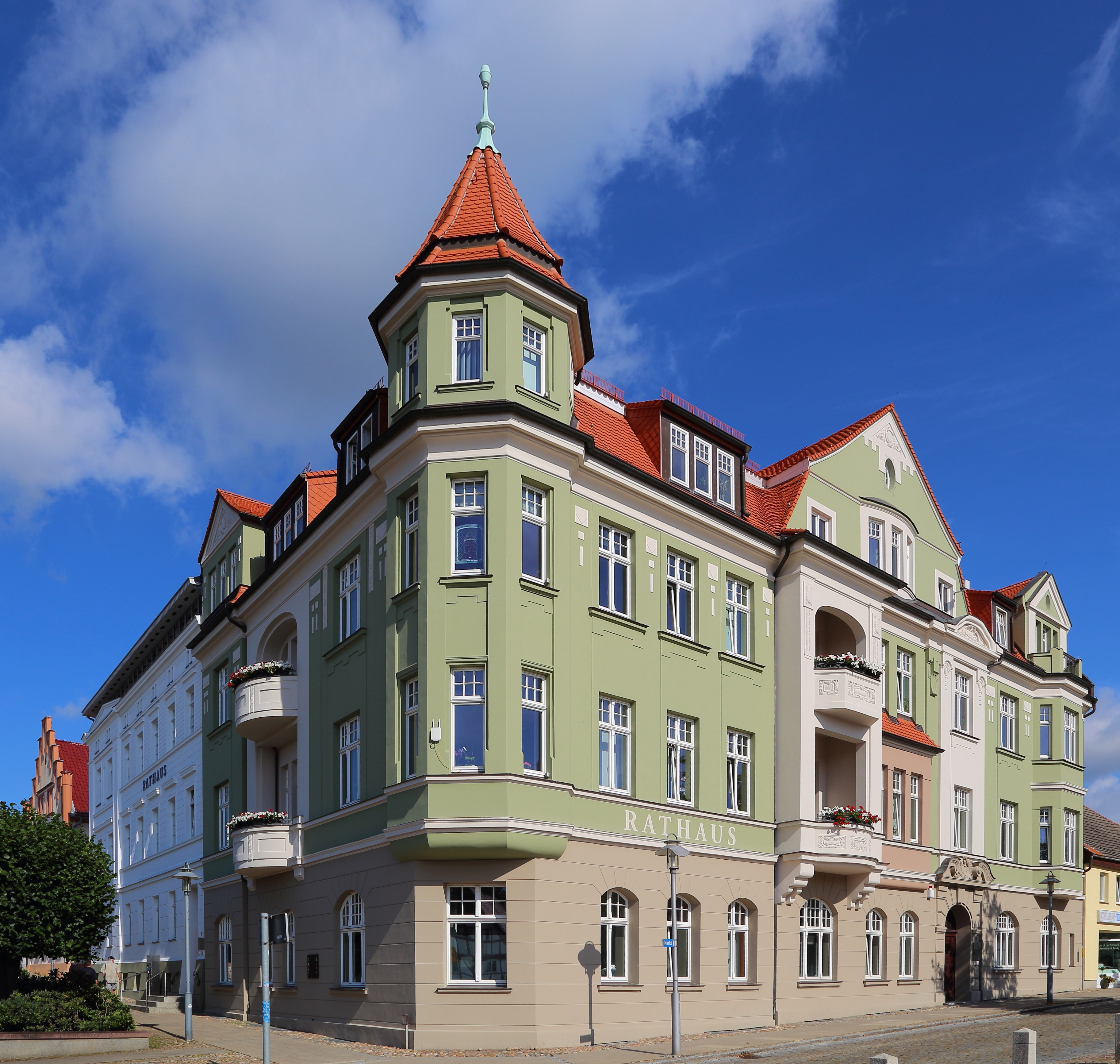
Ratusz
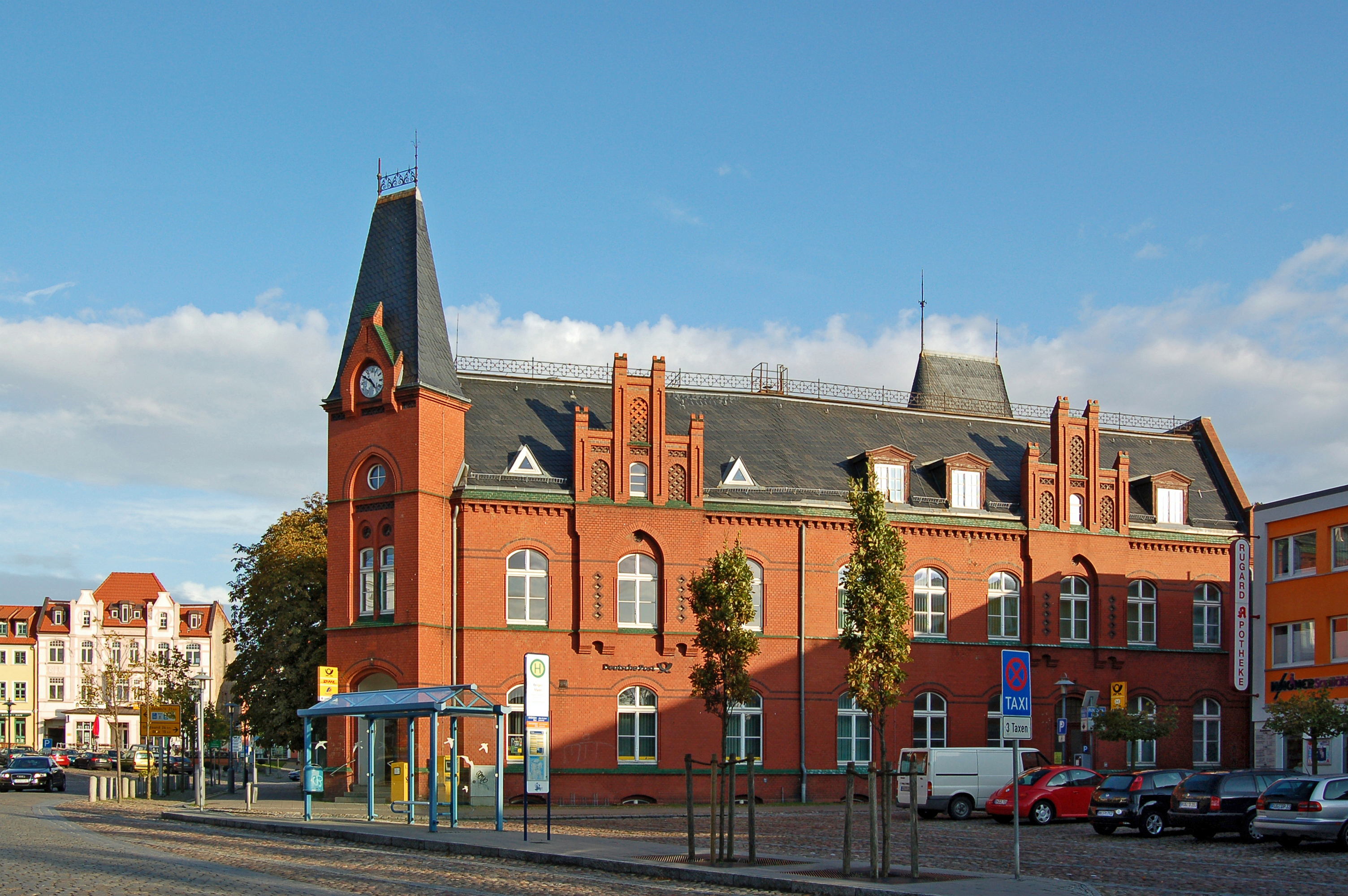
Gmach poczty
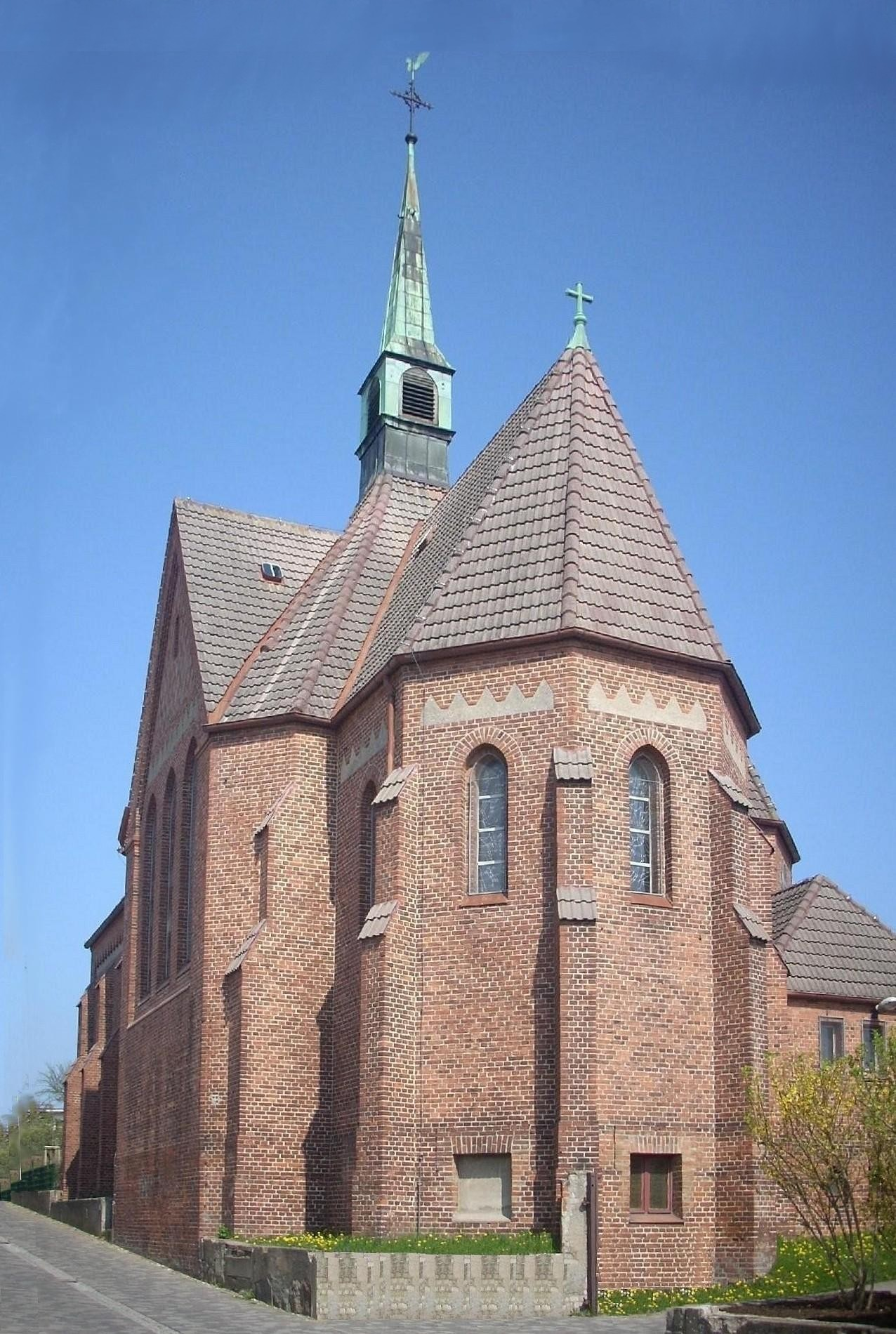
Kościół św. Bonifacego
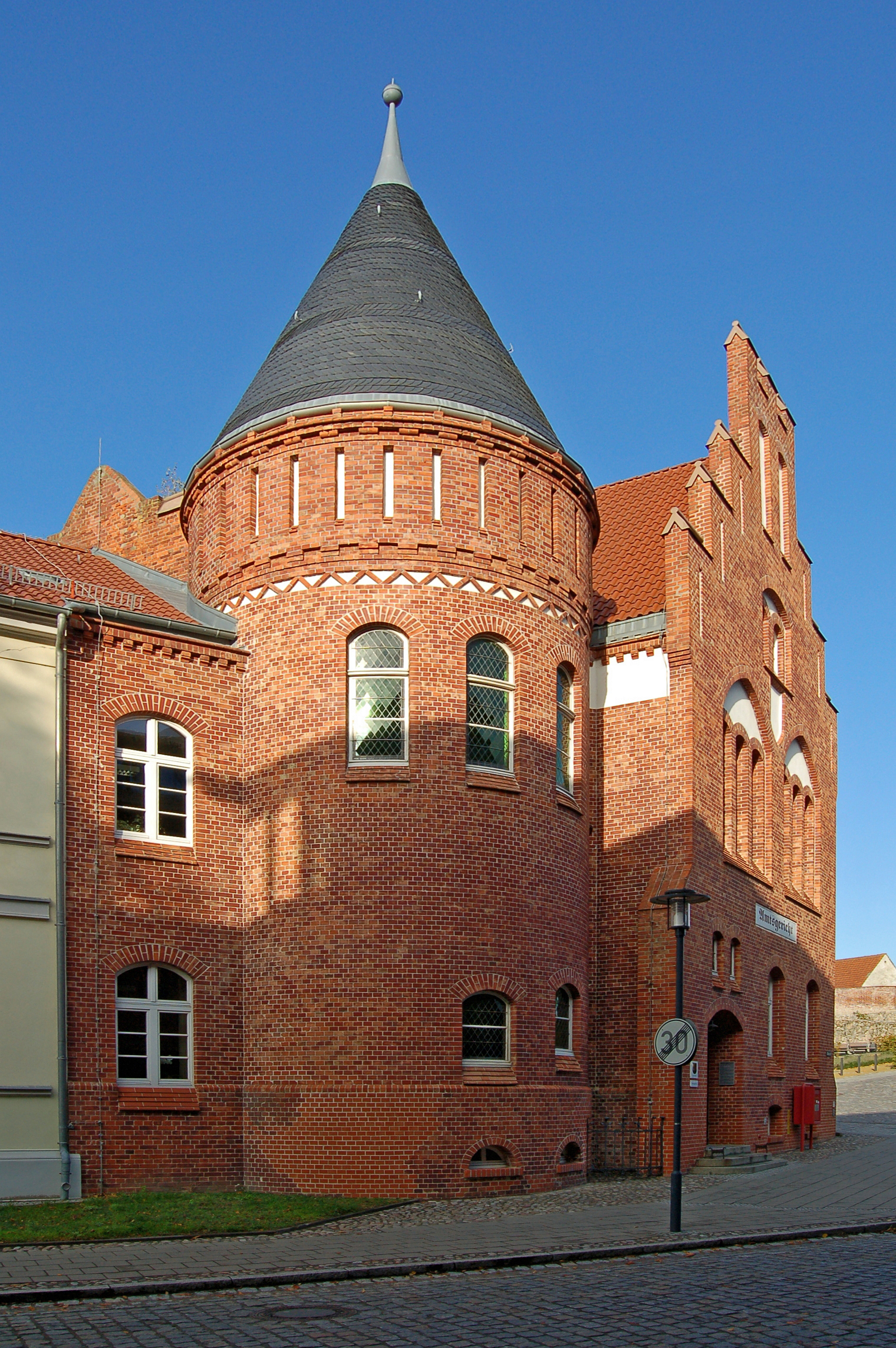
Gmach sądu

## Transport

### Drogowy
Na zachodzie miasta przebiega trasa europejska E251, trasa europejska E22 oraz droge krajową B96, która łączy Żytawę w kraju Saksonii (B99) z Sassnitz na wschodzie Rugii. Od zachodniej obwodnicy miasta, rozpoczyna swój bieg droga krajowa B196, relacji Bergen auf Rügen - Göhren na wschodzie wyspy.

### Kolejowy

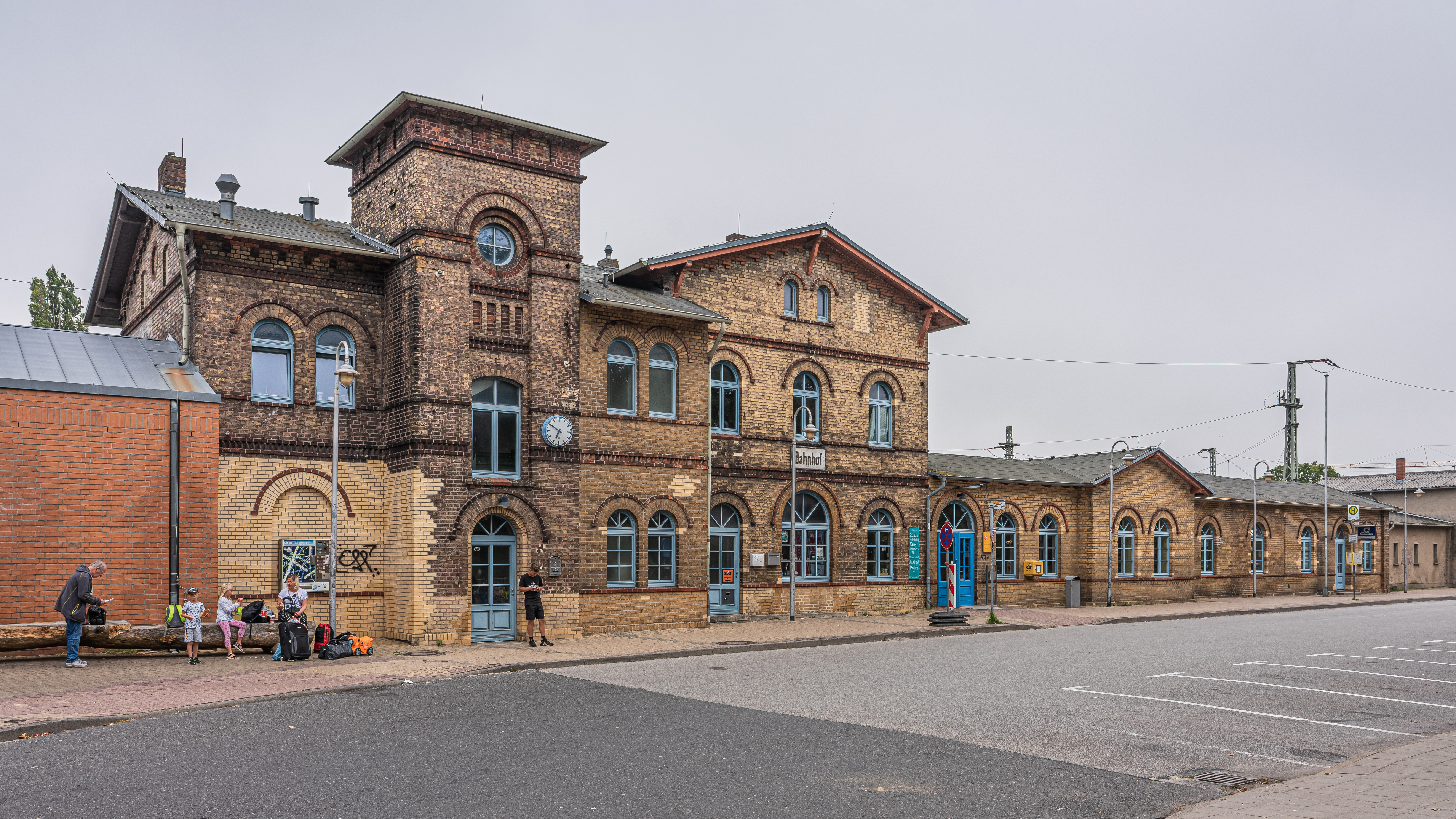
Dworzec kolejowy

W mieście znajduje się stacja kolejowa.

## Współpraca zagraniczna
- Polska: Choszczno, Goleniów
- Dolna Saksonia: Oldenburg
- Szwecja: Svedala